# Strymon falacer
Strymon falacer är en fjärilsart som beskrevs av Jean Baptiste Godart 1823. Strymon falacer ingår i släktet Strymon och familjen juvelvingar. Inga underarter finns listade i Catalogue of Life.